# 84년

## 연호
- 후한(後漢) 건초(建初) 9년
- 후한(後漢) 원화(元和) 원년

## 기년
- 후한(後漢) 장제(章帝) 9년
- 신라(新羅) 파사 이사금(婆娑泥師今) 5년
- 고구려(高句麗) 태조대왕(太祖大王) 32년
- 백제(百濟) 기루왕(己婁王) 8년

## 사건
- 음력 2월, 신라, 명선(明宣)을 이찬으로 삼고 윤량(允良)을 파진찬으로 삼았다. 신라의 17관등은 한참 뒤인 6세기 초에 법흥왕에 의하여 완성되었으나 파사 이사금 시기에도 이찬이나 파진찬 등의 관직은 존재했던 것으로 보인다.
- 음력 5월, 고타군주(古抒郡主)가 신라에게 푸른 소[靑牛]를 바쳤다. 남신현(南新縣)에서 보리줄기가 가지를 쳤다. 남신현은 경주 남쪽의 어떤 지역이었을 것으로 추정된다. 크게 풍년이 들어 여행하는 사람이 양식을 가지고 다니지 않아도 되었다. 고타군은 지금의 안동지방을 일컫는데 이 지역은 독자적인 세력을 구축하고 있었기 때문에 파사 이사금 시기에 사로국에 편입되었다고 보기는 어렵다. 고타군에 있던 반(半)독자적인 권력이, 사로국을 중심으로 하는 진한연맹 속의 일원으로서, 맹주국인 사로국에 특이한 생산물이나 조장 등을 바치는 일종의 납을 바침으로써 사로국에 충성을 서약하거나 동맹관계를 지속시켜 나갔다는 상징성을 가진다. 고타군의 군주가 바쳤다고 하는 청우는 크고 튼튼하게 잘 자란 소를 의미한다. 한편, 이 내용을 농업생산력이 곧 국력이던 당시에 우수한 종자를 배포함으로써 그것을 권력을 강화하는 수단으로 이용했다는 해석도 있다.

## 참고 문헌
- 김부식 (1145), 《삼국사기》 <신라본기 제1권 파사 이사금 條>
- 한국방송공사 (2007년 9월 1일). “KBS 라디오 다큐멘터리 역사를 찾아서 <제150편> 파사이사금, 소국병합에 나서다”. 2016년 12월 30일에 확인함.[깨진 링크(과거 내용 찾기)]